# تامدة (آيت امحمد)
تامدة هي إحدى مشيخات المملكة المغربية، تتبع جغرافيا لإقليم أزيلال وإداريًا لآيت امحمد. يقدر عدد سكانها بـ 8951 نسمة حسب الإحصاء الرسمي للسكان والسكنى لسنة 2004.